# Dreadnought
Pour les articles homonymes, voir Dreadnought (homonymie).

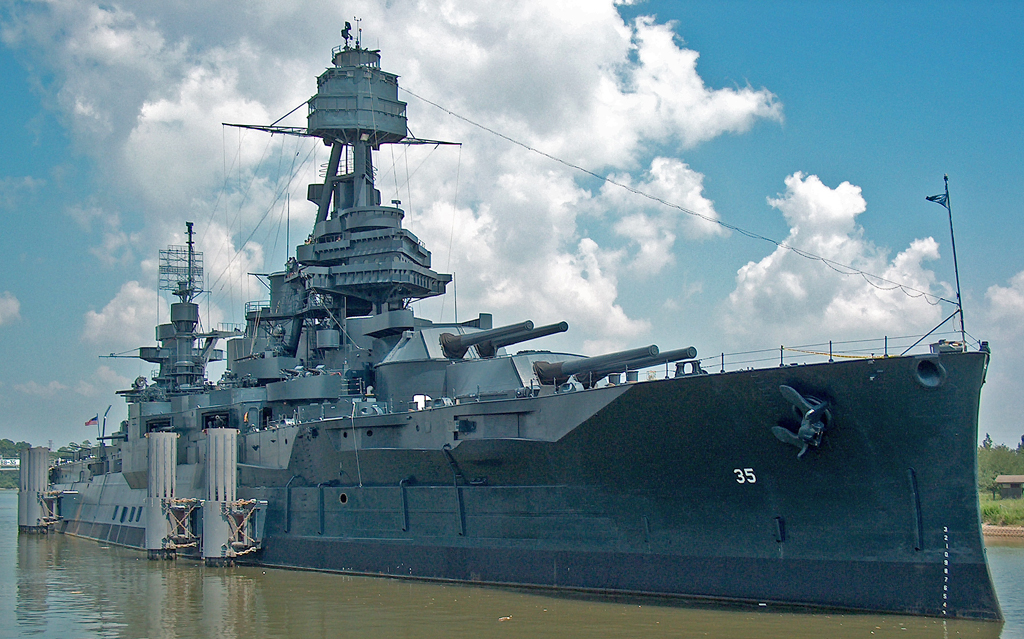
Le seul dreadnought encore existant, l', lancé en 1912.

Le dreadnought (en anglais abréviation de which dreads nought, « qui ne redoute rien ») est le type prédominant de cuirassé du XXe siècle. Il tire son nom du navire de guerre britannique HMS Dreadnought, lancé en 1906, qui présentait deux caractéristiques nouvelles pour l'époque : son artillerie principale n'était que d'un seul calibre (all-big-gun) et il était propulsé par un système révolutionnaire de turbine à vapeur. Son impact fut si grand que les cuirassés construits après lui reprirent ces caractéristiques et furent appelés des dreadnoughts. Ceux construits avant furent appelés pré-dreadnoughts.
L'idée de n'équiper les navires que d'un seul calibre pour l'armement principal était étudiée depuis plusieurs années. La Marine impériale japonaise avait commencé à travailler sur ce concept en 1904, mais était restée à une conception plus conventionnelle. La Marine américaine était également en train de construire des cuirassés à canons de type unique. La bataille de Tsushima, en 1905, où les navires russes à bout de souffle furent tous coulés à grande distance par les plus gros canons des navires japonais, fut le déclencheur de la décision britannique d'accélérer les choses. Aussi les Britanniques mirent-ils secrètement en chantier la même année le HMS Dreadnought, premier exemplaire de ce nouveau type de navire à l'artillerie « all-big-gun », ce qui signifie littéralement « tout en gros canons », pour le lancer en 1906 et l'achever dans l'année. L'apparition de ce bateau relança une nouvelle course à l'armement, principalement entre le Royaume-Uni et l'Empire allemand mais avec des répercussions dans le monde entier. Cette nouvelle classe de navire surclasse tous les types de navires préexistants et du même coup rend obsolète les nombreux cuirassés de la Royal Navy.
Les développements techniques continuèrent rapidement pendant l'ère des dreadnoughts, avec des changements dans l'armement, le blindage et la propulsion. Côté armement, après le HMS Dreadnought, on chercha à multiplier les canons de 12 pouces (305 mm), puis Américains et Britanniques franchirent le pas du 13,5 pouces (343 mm), puis, au début de la Première Guerre mondiale, adoptèrent le 15 pouces (381 mm). À partir de là, ces navires furent dénommés « super-dreadnoughts ». La seule bataille ayant opposé des flottes de dreadnoughts durant ce conflit fut la bataille du Jutland en 1916, entre la marine britannique et la marine impériale allemande.
Le terme « dreadnought » pouvait aussi inclure les croiseurs de bataille, type de navire dont les caractéristiques sont similaires à celles du cuirassé mais avec un blindage plus léger, et une plus grande vitesse.

## Origines
L'artillerie composée uniquement de canons de très gros calibres, particularité des Dreadnoughts, fut développée dans les premières années du XXe siècle lorsque les marines cherchèrent à améliorer la puissance de feu et la portée. La majorité des pré-dreadnoughts possédaient une artillerie principale composée de quatre canons de 305 mm, une artillerie secondaire de six à huit canons à tir rapide dont le calibre variait de 119 à 191 mm et d'autres armes plus légères. Certaines classes emportaient une artillerie secondaire peu inférieure à l'artillerie principale, avec des canons de 203 mm. À partir de 1903, plusieurs projets de navires utilisant uniquement l'artillerie lourde furent lancés dans plusieurs pays.
Ce type de conception apparut simultanément dans trois marines. La Marine impériale japonaise autorisa la construction du Satsuma possédant douze canons de 305 mm, commencée en mai 1905 après une commande de 1904,. La Royal Navy commanda le Dreadnought en janvier 1905 et sa quille fut posée en octobre. L'US Navy ordonna la construction de l'USS Michigan en mars, la construction démarra en décembre 1906.
Le passage vers une artillerie monocalibre offrait un avantage en matière de puissance de feu et de portée. Les nouveaux canons de 305 mm avaient une meilleure portée et étaient plus puissants que les canons de 254 ou de 234 mm. Certains historiens considèrent également que cela a amélioré le contrôle de tir ; à longue portée, les canons visent en se fiant aux gerbes produites lorsque les obus tombent à l'eau lors des salves, et il était presque impossible de distinguer les gerbes faites par les différents calibres. L'importance de ce point sur l'évolution de l'artillerie navale reste sujet à controverse,.

### Artillerie à longue portée
Dans les batailles navales des années 1890, l'arme décisive était le canon de moyen calibre (152 mm), à tir rapide, opérant à courte portée, car l'artillerie navale était incapable de viser une cible à longue portée. À courte distance, les canons légers pouvaient tirer rapidement une grande quantité d'obus sur la cible. À la bataille du fleuve Yalou en 1894, les Japonais ouvrirent le feu à 3 900 mètres sur des navires chinois, mais la plus grande partie de l'engagement se déroula à seulement 2 000 mètres.
Au début des années 1900, les amiraux britanniques et américains s'attendaient à ce que les futurs cuirassés commencent leur engagement à longue portée du fait de l'amélioration de la portée des torpilles. En 1903, l'US Navy commanda une torpille efficace à 4 000 mètres. Les deux nations conclurent que l'engagement devrait se faire à plus longue distance,. En 1900, John Arbuthnot Fisher, commandant de la flotte en Méditerranée, ordonna que l'entraînement au tir se déroule à une distance de 5 500 mètres avec des canons de 152 mm. En 1904, le Naval War College étudia les effets sur les tactiques navales de torpilles ayant une portée de 7 000 mètres.
La portée des canons légers et moyens était limitée et la précision diminuait fortement à longue distance. À longue distance, l'avantage de la cadence de tir diminuait également ; la précision des tirs dépendait de l'endroit où tombaient les obus de la précédente salve d'où la nécessité de pouvoir distinguer la salve en question.
Dans les premières années du XXe siècle, la distance efficace des canons lourds augmenta. Cela fut établi pendant les exercices de tir et durant la bataille de Tsushima en 1905.

### les Pré-Dreadnought

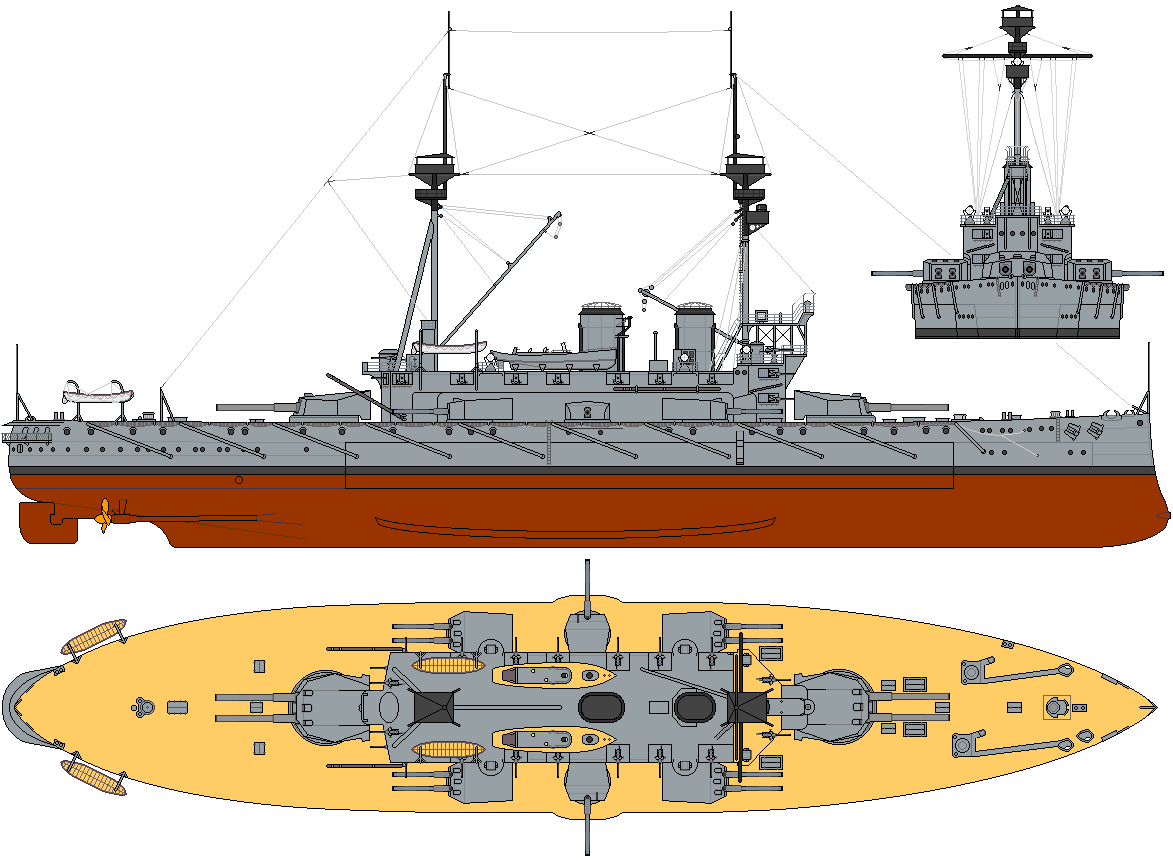
Le HMS Agamemnon, un semi-Dreadnought de la, était armé de quatre canons de 305 mm et dix de 230 mm.

Pour augmenter la puissance de feu des cuirassés, une solution était de réduire l'artillerie secondaire et de la remplacer par des pièces de 230 ou 250 mm. Ces navires désignés comme pré-Dreadnought correspondaient aux classes britanniques Lord Nelson, classe King Edward VII, française Danton et japonaise avec le Satsuma. Néanmoins il y eut de vives discussions sur l'opportunité de supprimer l'artillerie secondaire.
L'édition de juin 1902 du Naval Institute contenait les commentaires de P.R. Alger, l'expert en artillerie de l'US Navy, qui proposait une artillerie principale de huit canons de 305 mm en tourelles doubles. En mai 1902, le bureau de la construction navale proposa la conception d'un cuirassé équipé de 12 canons de 250 mm en 6 tourelles, deux aux extrémités et quatre sur les côtés. Le lieutenant H.C. Poundstone proposa au président Roosevelt un papier défendant la construction de navires plus imposants. Le collège naval et le bureau de la construction développèrent ces idées entre 1903 et 1905. Des études commencées en juillet 1903 « montrèrent qu'un navire équipé de douze canons de 305 mm disposés en hexagone serait équivalent à trois navires de conception conventionnelle. »
Dans la Royal Navy, la même tendance se développa. Une conception circula en 1902 pour « un navire puissant équipé de quatre canons de 305 mm et douze de 230 mm. ». Cependant, l'Amirauté privilégia le lancement de trois autres navires de la classe King Edward VII (un mélange de canons de 305, 230 et 152 mm). Le concept fut relancé pour la classe Lord Nelson. Des restrictions sur la longueur du navire forcèrent les architectes à réduire le nombre de canons en supprimant les canons de 152 mm et une partie de ceux de 230 mm. Le concepteur de la classe, J.H. Narbeth, avait soumis l'idée de douze canons de 305 mm mais la Royal Navy n'était pas encore prête à accepter cette idée. L'une des raisons invoquée pour conserver ce type de navires était le besoin de construire rapidement des navires pour faire face à la tension provoquée par la guerre russo-japonaise.

### Les débuts des conceptions «all-big-gun»
Le remplacement des canons de 152 et 203 mm par des canons de calibre 234 et 254 mm a permis d'accroître la puissance de feu des cuirassés, particulièrement à longue distance. Cependant, un armement uniformément composé de canons lourds offre d'autres avantages. Cela permet, par exemple, de simplifier la logistique en utilisant des obus de même calibre. De plus, un armement uniforme ne nécessite qu'une seule série de calculs pour la conduite de tir. Certains historiens considèrent aujourd'hui qu'un armement de calibre uniforme était nécessaire pour éviter la confusion entre les gerbes provoquées par les obus de différents calibre lors des salves. Cependant, ce point est controversé car le contrôle de tir de 1905 n'était pas assez avancé pour utiliser la technique de la salve, lors de laquelle les confusions sont les plus fréquentes, et cette considération ne semble pas avoir influencé le développement de l'armement uniforme. Néanmoins, la probabilité d'engagements à longue portée fut importante dans le choix des canons les plus lourds, d'où le choix de canons de 12 pouces (305 mm) au lieu de canons de 10 pouces (254 mm).
De plus, les nouveaux canons de 305 mm disposent d'une plus grande cadence de tir, retirant ainsi l'un des avantages des canons de calibre inférieur. En 1895, un canon de 305 mm pouvait tirer un coup toutes les quatre minutes ; en 1902, deux coups par minute étaient courants. En 1903, l'architecte naval Vittorio Cuniberti publia un article dans Jane's Fighting Ships intitulé « Un cuirassé idéal pour la flotte britannique », plaidant pour la construction d'un navire de 17 000 tonnes armé de douze canons de 305 mm, protégé par 30 cm de blindage et possédant une vitesse de 24 nœuds (44 km/h). L'idée de Cuniberti (qu'il avait déjà proposée à la flotte italienne, la Regia Marina) était d'utiliser la haute cadence de tir des nouveaux canons de 305 mm pour produire un déluge d'obus de fort calibre en remplacement de la « pluie » de projectiles de plus petit calibre. Cette augmentation de la cadence de tir nécessitait en revanche une amélioration conséquente de la conduite de tir.

### Les premiersdreadnoughts

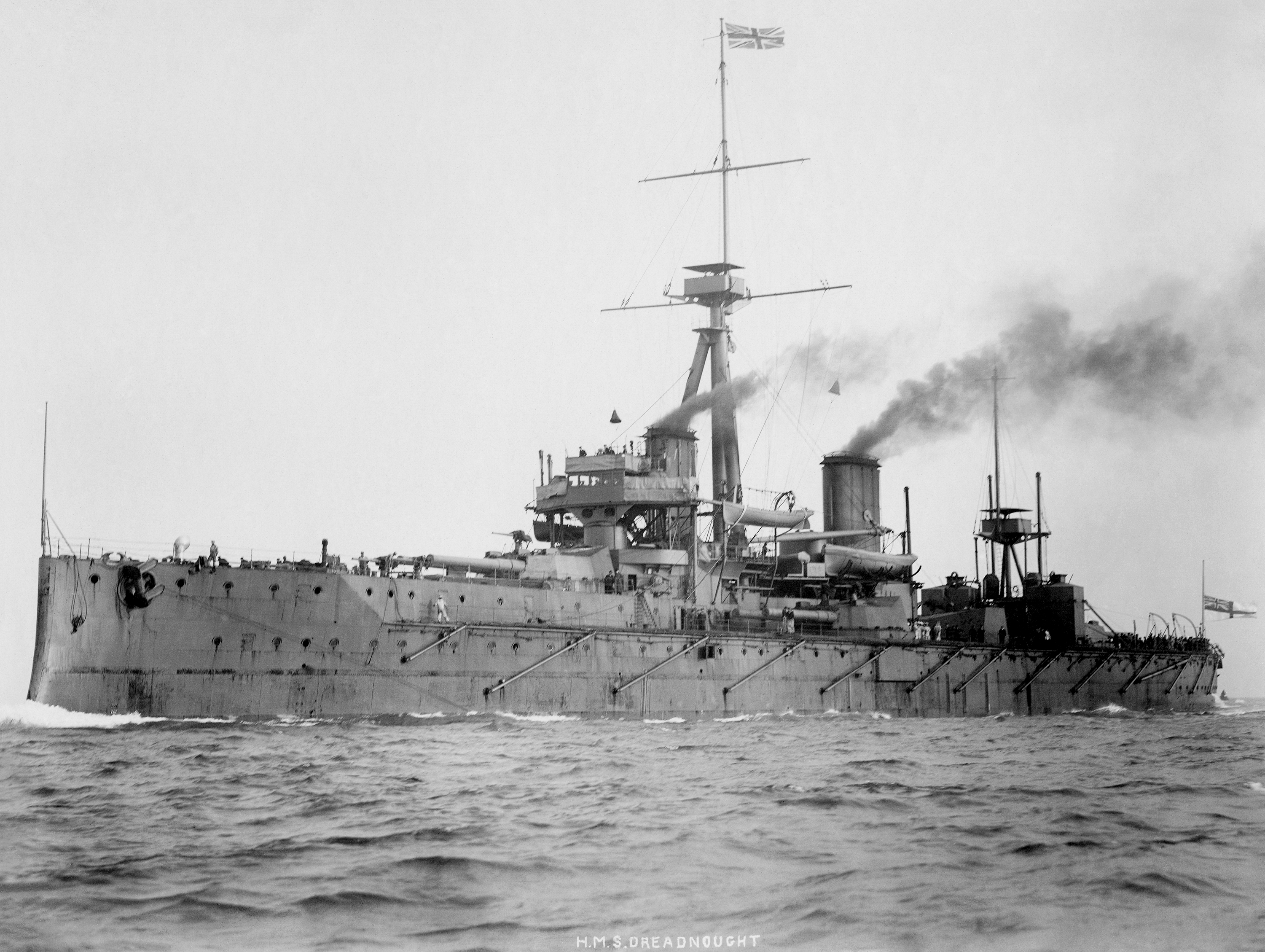
Le britannique, le premier dreadnought.

Au Japon, les deux cuirassés du programme naval 1903-1904 furent les premiers à posséder un armement uniformément lourd avec huit canons de 305 mm. Cependant, le blindage était trop mince ce qui nécessita une reconception importante. Les pressions financières dues à la guerre russo-japonaise et le manque de canons de 305 mm firent que les navires furent équipés d'un mélange de canons de 305 et 254 mm. De plus, ils étaient propulsés à l'aide de machines à vapeur à triple expansion.
La révolution des dreadnoughts eut lieu au Royaume-Uni en octobre 1905. Le First Sea Lord John Arbuthnot Fisher était un défenseur de longue date des nouvelles technologies navales au sein de la Royal Navy et fut rapidement convaincu par le dessin all-big-gun. Fisher est souvent considéré comme le créateur du concept de dreadnought et le père de la grande flotte cuirassée britannique du début du XXe siècle. Cependant, il a été suggéré que Fisher se préoccupait davantage du développement du croiseur de bataille que de celui du cuirassé.
Peu après sa nomination, Fisher mit en place un comité pour définir la conception des futurs navires. La première tâche du comité fut de réaliser un nouveau cuirassé. Celui-ci devait posséder une batterie principale de canons de 305 mm et des canons légers pour lutter contre les torpilleurs, mais sans calibres intermédiaires. Il devait atteindre une vitesse de 21 nœuds, soit quelques nœuds de plus que les cuirassés existants. La conception initiale comportait 12 canons de 305 mm mais des difficultés pour positionner ces canons amenèrent l'architecte à proposer un dessin comportant quatre canons de 305 mm et 16 ou 18 canons de 234 mm. Après une évaluation des rapports de la bataille de Tsushima rédigés par William Christopher Pakenham (en), le comité statua sur un armement de dix canons de 305 mm associé à 22 canons de 76 mm en tant qu'armement secondaire. Le comité prit également une décision hardie en dotant le Dreadnought d'une turbine à vapeur. Cela fut une première pour un navire de cette taille. Le rythme de construction fut tout aussi remarquable : la quille fut posée le 2 octobre 1905, lancée le 10 février 1906 et le navire fut mis en service le 3 octobre 1906, démontrant ainsi la puissance industrielle de la Grande-Bretagne.
Les premiers dreadnoughts américains furent les deux navires de la classe South Carolina. Leurs plans détaillés furent terminés en juillet-novembre 1905 et approuvés le 23 novembre 1905. Cependant, leur construction fut lente et ils ne furent lancés qu'en décembre 1906, après le Dreadnought.

## Conception
Les concepteurs des dreadnoughts ont cherché à assembler les meilleures caractéristiques (vitesse, protection et armement) tout en essayant de conserver une taille et un coût raisonnables. La caractéristique principale des dreadnoughts consistait en un armement lourd et uniforme mais également en un fort blindage en forme de ceinture au niveau de la ligne de flottaison.
La conséquence inévitable de cette demande pour une vitesse, une puissance de feu et un blindage supérieur était l'accroissement du déplacement du navire et donc son coût. Le traité de Washington de 1922 imposa une limite pour le déplacement des cuirassés qui était fixée à 35 000 tonnes. Cependant, de nombreux navires dépassaient cette limite même si officiellement leurs déplacements étaient inférieurs. Le retrait du Japon en 1936 et la Seconde Guerre mondiale rendirent ce traité caduc.

### Artillerie

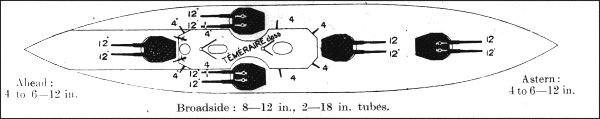
Un plan du HMS Bellerophon de 1907 montrant la disposition de l'armement sur les premiers dreadnoughts britanniques. La batterie principale est répartie en tourelles doubles dont deux sont disposées sur les flancs. L'armement secondaire est réparti sur les superstructures.

Les dreadnoughts emportaient une artillerie principale composée de canons lourds dont le nombre, la taille et la disposition diffèraient selon les unités. Le HMS Dreadnought possédait dix canons de 305 mm. Ce calibre était déjà un standard pour la plupart des marines pendant la période des pré-dreadnoughts. Seule la Marine allemande continua à utiliser des canons de 280 mm dans sa première classe de dreadnought, la classe Nassau.
Les dreadnoughts possédaient également un armement léger. Les premiers d'entre eux possédaient un armement secondaire composé de canons très légers destinés à repousser les vedettes-torpilleur. Cependant, l'amélioration des torpilles et des destroyers qui les tirent a provoqué un accroissement de la puissance de feu de l'armement secondaire. À partir de la fin de la Première Guerre mondiale, les dreadnoughts reçurent une artillerie anti-aérienne composée de canons de faibles calibres mais à tirs rapides.
Les dreadnoughts possédaient souvent des tubes lance-torpilles. En théorie, une ligne de cuirassés pouvait tirer une salve de torpilles sur une ligne de cuirassés adverse progressant parallèlement à elle. En pratique, très peu de torpilles réussissaient à atteindre leur cible et elles pouvaient provoquer une dangereuse explosion si elles étaient touchées.

#### Disposition de l'artillerie principale
L'efficacité de l'artillerie dépend en partie de la disposition de ses tourelles. Le Dreadnought et les cuirassés britanniques qui suivirent possédaient cinq tourelles : une à l'avant, deux à l'arrière disposées dans l'axe du navire et deux tourelles, une de chaque bord. Cela permet à trois tourelles de tirer vers l'avant, en chasse, et à quatre de tirer sur les côtés. Les classes allemandes Nassau et Helgoland adoptèrent une configuration « hexagonale » avec une tourelle à l'avant et à l'arrière et deux de chaque côté. Ainsi, on pouvait installer davantage de canons, mais il y en avait autant qui pouvaient tirer vers l'avant et sur les bords que sur le Dreadnought.
De fait, il y eut de nombreuses expérimentations sur la disposition des tourelles. Sur le HMS Neptune, les Britanniques décalèrent les tourelles latérales et aménagèrent des ouvertures dans les superstructures de manière que tous les canons puissent tirer une même bordée. Cette idée fut reprise par les Allemands avec la classe Kaiser. Cependant, le souffle du tir risquait d'endommager les superstructures alentour et cela créait des contraintes considérables sur la structure du navire.
Si toutes les tourelles se trouvaient au centre du navire, les contraintes sur la structure du navire seraient plus faibles. Cette disposition permettrait également à toutes les tourelles de tirer latéralement même si les canons pointant vers l'arrière et vers l'avant étaient moins nombreux. Cela signifiait également que le navire devait être plus long ce qui posa problème aux concepteurs ; en effet, un navire plus long nécessite davantage de blindage pour une protection équivalente et les soutes à munitions sont situées à l'emplacement des chaudières et des turbines. Pour ces raisons, le HMS Agincourt (1913), qui détenait le record de canons embarqués : 14 canons de 305 mm en sept tourelles centrales, ne fut pas considéré comme un succès.
La disposition qui devint finalement le standard fut une disposition où une ou deux tourelles étaient surélevées pour pouvoir tirer au-dessus d'une tourelle immédiatement devant elle. L'US Navy fut la première à l'adopter en 1906 mais les autres marines furent plus lentes. En effet, cette disposition n'était pas exempte de défauts. Au départ, on s'inquiétait de l'impact du souffle sur la tourelle inférieure. De plus, une surélévation des tourelles fait monter le centre de gravité du navire ce qui réduit sa stabilité. Néanmoins, cette disposition offrait la meilleure puissance de feu pour un nombre donné de canons et fut finalement mondialement adoptée.
Initialement, tous les dreadnoughts possédaient des tourelles doubles. Cependant, une solution au problème de la disposition des tourelles était d'installer trois ou quatre canons par tourelle. Moins de tourelles permettrait de réduire la longueur du navire ou d'offrir plus de place aux machineries. D'un autre côté, si l'adversaire réussissait à détruire une tourelle, la puissance de feu du navire serait fortement réduite. Les ondes de choc provoquées par le tir interfèrent avec les autres canons de la tourelle ce qui réduit la cadence de tir. La première nation à adopter les tourelles triples fut l'Italie avec la classe Dante Alighieri, rapidement suivie par la classe Gangut russe, la classe Tegetthoff austro-hongroise et la classe Nevada américaine. La Royal Navy n'adopta la tourelle triple qu'après la Première Guerre mondiale avec la classe Nelson. Les classes King George V britannique et Richelieu française utilisaient des tourelles quadruples.

#### Artillerie principale
Au lieu d'augmenter le nombre de canons par navire, il est possible d'accroître la puissance de feu de chaque canon. Cela peut être fait en augmentant le calibre du canon et donc le poids du projectile, ou en allongeant le canon pour augmenter la vitesse initiale de l'obus. Chacune de ces méthodes permet d'augmenter la portée et la puissance de pénétration du projectile.

Fonctionnement de la batterie principale d'un cuirassé basé sur le canon de 381 mm britannique utilisé sur les super-dreadnoughts. (Cliquer pour voir l'animation)

Les deux méthodes présentent des avantages et des inconvénients. Par exemple, l'accroissement de la vitesse initiale accroît l'usure du canon ce qui réduit sa précision. À l'époque, cela était tellement problématique que l'US Navy a réfléchi en 1910 à la possibilité d'arrêter les tirs d'entraînement pour ralentir l'usure de ses canons. On peut distinguer deux inconvénients majeurs des canons lourds : ceux-ci et les tourelles pèsent plus lourd et les obus, plus lourds et imposants, doivent être tirés avec un angle plus important pour une même portée, ce qui affecte la conception des tourelles. Cependant, les obus plus lourds sont moins soumis à la résistance de l'air et conservent une plus grande capacité de pénétration à longue portée.
La marine allemande utilisait des canons d'un calibre inférieur (305 mm) à ceux des navires de la Marine britannique (343 mm). Cependant, la métallurgie allemande était supérieure et donc les canons de 305 mm allemands étaient meilleurs que les canons de 305 mm britanniques en matière de vitesse initiale et comme les canons allemands étaient plus légers, les navires allemands pouvaient avoir un blindage plus important.
Dans l'ensemble, le calibre des canons augmenta. Dans la Royal Navy, les navires de la classe Orion, lancée en 1910, emportaient dix canons de 343 mm ; les navires de la classe Queen Elizabeth disposaient de huit canons de 381 mm. Dans toutes les marines, le calibre augmenta et le nombre de canons diminua en conséquence. Ainsi, la répartition des canons devint moins difficile et les tourelles centrales devinrent la règle.
Un pas supplémentaire fut réalisé sur les navires lancés à la fin de la Première Guerre mondiale. Le cuirassé japonais Nagato lancé en 1917 emportait des canons de 410 mm qui furent rapidement copiés pour la classe Colorado américaine. Les Britanniques et les Japonais s'intéressaient à des cuirassés équipés de canons de 451 mm. Cependant, les limitations du traité de Washington firent que ces projets ne quittèrent jamais la planche à dessin.

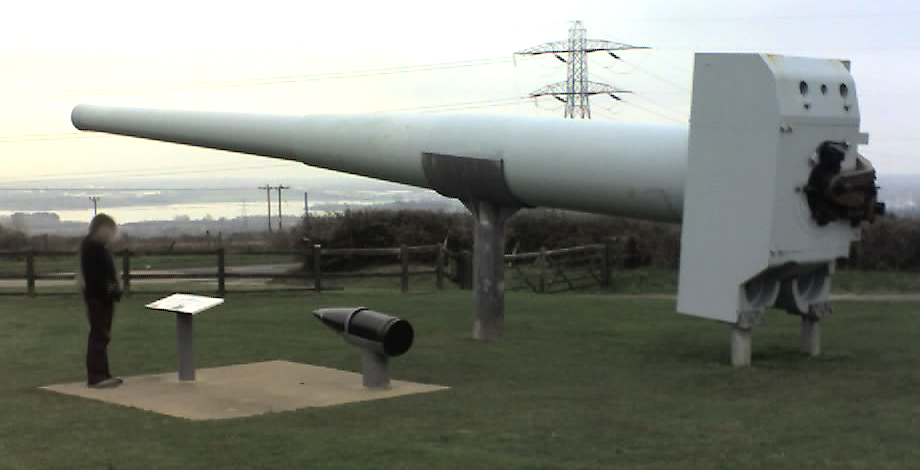
Canon britannique de 356 mm destiné aux navires de la classe King Georges V.

Le Traité de Washington limita le calibre des canons à 410 mm. Les seuls navires à enfreindre cette limite furent les cuirassés japonais de la classe Yamato, construits à partir de 1937 (après le retrait du Japon du Traité) qui possédaient des canons de 457 mm. De nombreuses conceptions datant de la Seconde Guerre mondiale prévoyaient des armements colossaux. Les cuirassés allemands de la classe H prévus pour 1944 devaient disposer de canons de 508 mm et il existe des preuves qu'Hitler prévoyait des canons de 609 mm. De même, la classe Super-Yamato japonaise prévoyait des canons de 508 mm. Aucun de ces projets ne dépassa le stade des études très préliminaires.

#### Artillerie secondaire
Les premiers dreadnoughts ne disposaient que d'un armement secondaire très léger destiné à la défense contre les torpilleurs. Le Dreadnought emportait 22 canons de 12 livres. Ceux-ci pouvaient tirer 15 coups à la minute. À cette époque, les marines s'attendaient à ce que les torpilleurs attaquent séparément du reste de la flotte. Par conséquent, l'armement secondaire et les artilleurs n'étaient pas protégés contre le souffle des canons principaux. Les canons légers étaient placés dans des positions non fortifiées en hauteur pour maximiser le champ de tir.

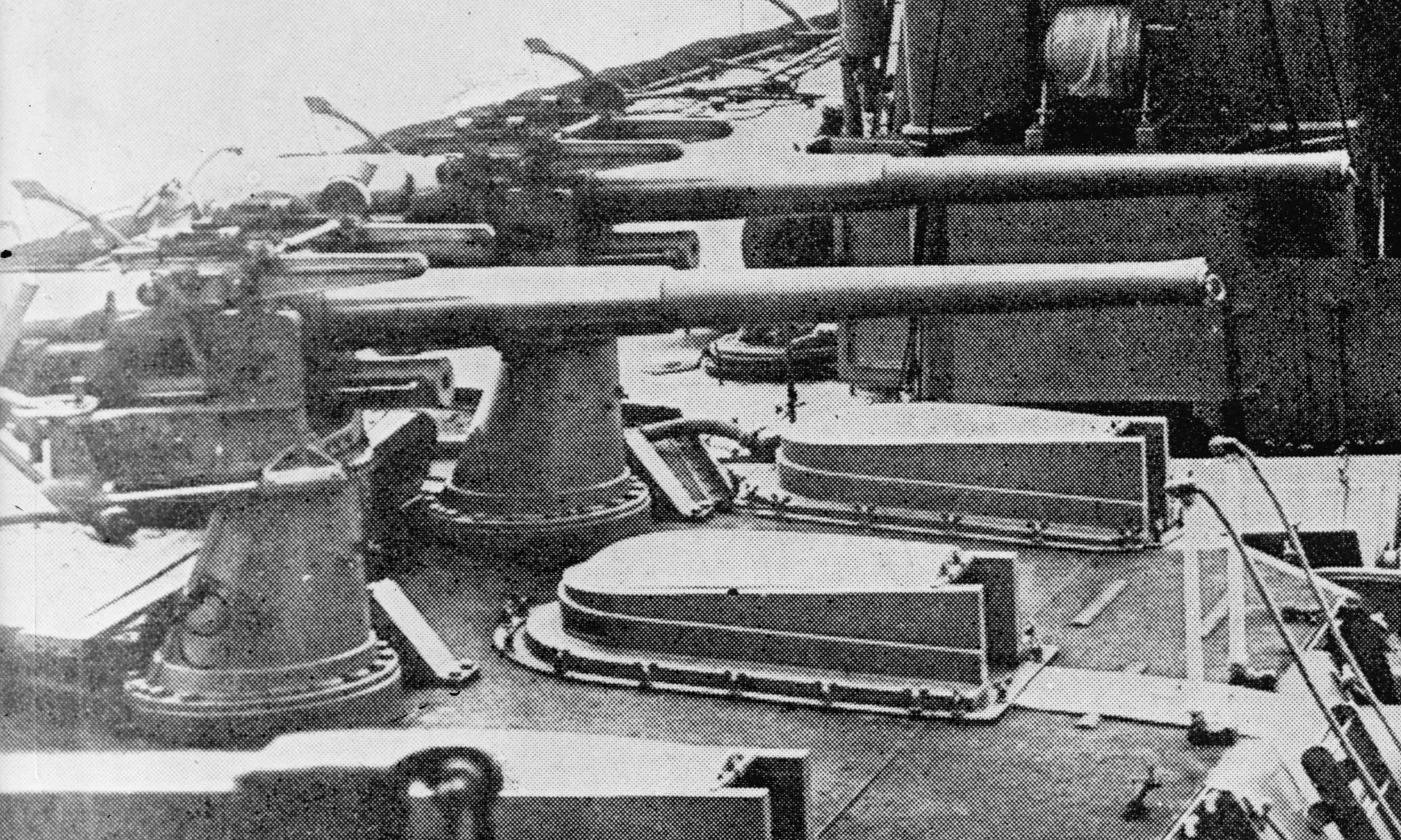
Dans le cas du, certains canons légers étaient positionnés au-dessus des tourelles

Au cours des années qui suivirent, le destroyer commença à devenir une vraie menace ; plus grand, mieux armé et blindé, il est plus dur à détruire qu'un torpilleur. Or, on considérait qu'un destroyer devait être détruit avec un seul tir de l'artillerie principale. De plus, le destroyer est conçu pour attaquer en même temps que le reste de la flotte, il fallait donc protéger les canons légers contre les éclats et le souffle des canons principaux. Sur la classe allemande Nassau, les navires emportaient 12 canons de 150 mm et 16 canons de 88 mm. Ces canons étaient installés dans des barbettes ou dans des casemates sur le pont principal. La Royal Navy améliora son armement secondaire avec des canons de 100 mm puis 150 mm, qui devint l'armement secondaire standard à la veille de la Seconde Guerre mondiale.
Les batteries secondaires avaient également d'autres rôles. On espérait que les obus de calibre intermédiaire pourraient détruire les systèmes de tir des dreadnoughts adverses. De même, elles pouvaient servir à dissuader les croiseurs d'attaquer un cuirassé endommagé.
Dans l'ensemble, l'armement secondaire se révéla insatisfaisant. Un destroyer ne pouvait être stoppé par un tir de canon léger. De même, la bataille du Jutland a montré que l'artillerie lourde n'arrivait pas à toucher un destroyer. Les barbettes placées bas dans la coque se révélèrent sensibles aux inondations et furent progressivement supprimées. Ainsi, la seule manière sûre de protéger un dreadnought contre les attaques de destroyers et de torpilleurs était de l'escorter avec son propre groupe de destroyers. Après la Première Guerre mondiale, l'artillerie secondaire fut positionnée sur les ponts supérieurs autour des superstructures. Cela permettait d'avoir un bon champ de tir et une bonne protection sans les inconvénients des barbettes. À partir des années 1920-1930, l'artillerie secondaire se destina à la défense anti-aérienne.

### Protection

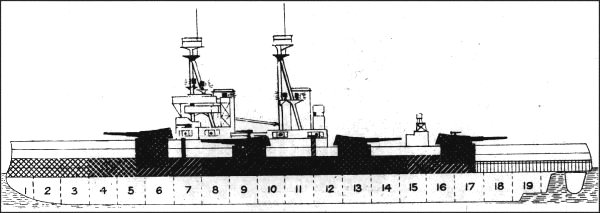
Section du montrant la structure défensive d'un dreadnought avec son blindage très épais protégeant les tourelles, les magasins et les machineries. On peut également remarquer les compartiments étanches destinés à empêcher le navire de sombrer.

La plus grande part de l'énergie dépensée pour le déplacement d'un dreadnought était absorbée par les plaques d'acier servant a son blindage. Les concepteurs passèrent beaucoup de temps à concevoir la meilleure protection possible contre des armes très variées. Cependant, on ne pouvait consacrer trop de poids au blindage sans réduire les performances en matière de vitesse, de puissance de feu ou de stabilité.

#### Citadelle centrale
La majeure partie du blindage du dreadnought se concentrait autour de la citadelle centrale. La ceinture blindée commençait juste devant la tourelle avant et se terminait juste derrière la tourelle arrière. Le 'toit' de la ceinture blindée était formé par le pont blindé. La citadelle centrale abritait les chaudières, les machines et les magasins pour l'armement principal. La destruction d'un seul de ces systèmes handicaperait gravement voire détruirait le navire. Le 'fond' était formé par la coque et n'était pas blindé.
Les premiers dreadnoughts ont été conçus pour mener une bataille rangée contre les autres cuirassés à une distance de 9 km. Dans une telle confrontation, les obus auraient une trajectoire relativement plate et ils pourraient toucher les systèmes vitaux au niveau de la ligne de flottaison. Pour cette raison, le blindage des premiers dreadnoughts se concentrait en une ceinture principale au niveau de la ligne de flottaison. Celle-ci avait une épaisseur de 280 mm sur le Dreadnought. Les soutes à charbon se trouvaient juste derrière pour offrir une protection supplémentaire aux systèmes vitaux. Dans une bataille rangée, il y avait moins de risques de dommages indirects à ceux-ci. Un obus qui explose au-dessus de la ceinture blindée envoie des éclats dans toutes les directions. Ces fragments sont dangereux mais peuvent être stoppés avec une épaisseur de blindage plus faible que celle nécessaire pour arrêter un obus qui le frapperait directement. Le pont blindé permettant de protéger les entrailles du navire était moins blindé que la ceinture blindée.
Tandis que, dans tous les cuirassés, le blindage le plus épais était réservé à la citadelle centrale, certaines marines ajoutèrent une ceinture blindée plus légère aux extrémités du navire. Ce blindage 'fuselé' fut utilisé dans la plupart des marines européennes. Cet arrangement permettait d'offrir un blindage à une plus grande partie du navire ; Dans les tout-premiers dreadnoughts, lorsque les obus hautement explosifs étaient la menace principale, cela fut utile. Cependant, la ceinture principale se réduisait à une fine bande au-dessus de la ligne de flottaison ; certaines flottes réalisèrent que lorsque leurs cuirassés étaient à pleine charge, cette ceinture blindée était entièrement submergée. La solution à ce problème fut un blindage 'tout-ou-rien' développé par l'US Navy. La ceinture blindée était haute et épaisse mais les extrémités du navire étaient complètement dépourvues de blindage. Ce type de conception offrait une meilleure protection lors des engagements à longue distance et fut adopté par les autres marines après la Première Guerre mondiale.
Durant l'évolution du dreadnought, le blindage évolua pour faire face aux menaces venant du haut comme les obus plongeants ou les bombes larguées par les avions. Les dernières réalisations possédaient un pont fortement blindé. Ainsi le Yamato disposait d'une ceinture blindée de 410 mm et d'un pont blindé d'une épaisseur de 260 mm.

#### Protection sous-marine et cloisonnement
Les dreadnoughts disposaient de nombreux compartiments étanches. Si la coque était percée par un obus, une mine marine, une torpille ou une collision, en théorie, les compartiments étanches seraient inondés mais le navire ne coulerait pas. Pour renforcer cette précaution, de nombreux dreadnoughts ne possédaient pas d'écoutilles entre ces différents compartiments ; ainsi, même en cas de trou 'surprise', le navire ne serait pas menacé. Cependant, l'étanchéité n'était jamais complète et l'inondation pouvait malgré tout se propager.
La plus importante évolution dans la protection fut le développement du saillant anti-torpille et de la ceinture anti-torpille, tous deux destinés à protéger le navire des torpilles et des mines. Ceux-ci consistaient en une excroissance de la coque remplie d'eau destinée à absorber le choc causé par la torpille ou la mine tout en protégeant la structure du navire.

### Propulsion

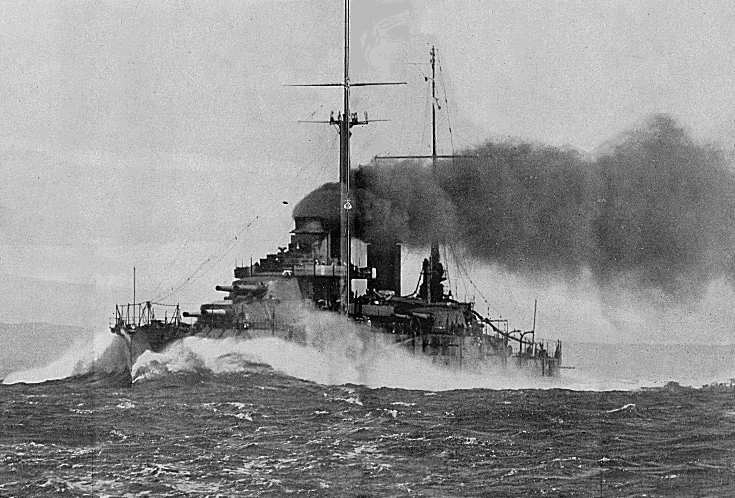
Le Paris lors d'essais de vitesse

Les dreadnoughts étaient propulsés par deux, trois ou quatre hélices. Le Dreadnought et tous les dreadnoughts britanniques possédaient des turbines à vapeur. Cependant, les premières générations de dreadnoughts construites par les autres marines utilisaient des machines à vapeur à triple expansion plus lentes qui étaient la norme sur les pré-dreadnoughts.
Les turbines offraient plus de puissance que les machines à vapeur similaires pour le même encombrement,. Ceci, associé avec les garanties offertes par son inventeur Charles Algernon Parsons persuada la Royal Navy d'en utiliser sur le Dreadnought. D'autre part, les turbines ont l'avantage d'être plus fiables et plus propres que les machines similaires.
Les turbines n'étaient pas exemptes de défauts. À la vitesse de croisière, plus lente que la vitesse maximale, les turbines étaient nettement plus gourmandes en charbon. Ceci était particulièrement important pour les marines qui avaient besoin d'un long rayon d'action pour leurs navires telle que l'US Navy qui, dans le cas d'une guerre, devait traverser le Pacifique pour engager les Japonais aux Philippines.
En 1908, l'US Navy réalisa des essais avec les turbines sur l'USS North Dakota mais ne fut pas entièrement convaincue jusqu'à la classe Pennsylvania en 1916. Lors de la construction des classes intermédiaires, certains navires reçurent des turbines tandis que d'autres utilisèrent des machines à triple expansion de vapeur.
Les inconvénients des turbines furent finalement surmontés. La solution largement adoptée fut la turbine équipée de réducteurs de vitesse (sorte de « boîte de vitesses ») qui permettait de réduire la vitesse de rotation des hélices et donc d'améliorer l'efficacité énergétique en supprimant le phénomène de cavitation. Cependant, cette solution nécessitait une grande précision d'où des problèmes pour la mettre en place.
Une autre solution fut la propulsion turbo-électrique où la turbine générait de l'électricité qui permettait d'entraîner les hélices. Cette solution fut privilégiée par l'US Navy qui l'utilisa pour tous ses dreadnoughts de 1915 à 1922. Cette méthode avait un coût réduit, une puissance satisfaisante et un faible encombrement. Cependant, cette machinerie était lourde et la partie électrique était sensible à l'eau.
Les turbines ne furent jamais complètement remplacées dans la conception des cuirassés. Les moteurs Diesel furent finalement adoptés par de nombreuses marines car ils possédaient une très bonne endurance et un faible encombrement horizontal. Cependant, ils étaient plus lourds, plus encombrants verticalement, moins puissants et considérés comme peu fiables,.

#### Combustible
La première génération de dreadnoughts utilisait la chauffe au charbon pour alimenter les chaudières qui fournissent de la vapeur aux turbines. Le charbon était utilisé depuis les tout premiers navires à vapeur mais il présentait des inconvénients. Embarquer le charbon dans les soutes et l'amener dans les chaudières demandait énormément de travail. Les chaudières s'encrassaient à cause de la suie. La combustion du charbon dégageait une épaisse fumée noire pouvant indiquer la position de la flotte. De plus, le charbon était très encombrant avec un faible pouvoir calorifique. Il était en revanche inerte et pouvait être utilisé dans le dispositif de protection du navire.
L'utilisation de la chauffe au mazout avait de nombreux avantages pour les architectes navals et les officiers. Le mazout produisait moins de fumée, ce qui rendait la flotte moins visible. Il pouvait alimenter directement les chaudières sans l'aide d'un ouvrier comme pour le chargement du charbon. Le mazout a également un pouvoir calorifique deux fois plus élevé que le charbon. Ainsi les chaudières peuvent être plus petites et les navires disposent d'un plus grand rayon d'action.
Le pétrole présentait également des problèmes comme le pompage du pétrole visqueux. Cependant, le principal problème était que, à l'exception des États-Unis, toutes les nations devaient importer leur pétrole. De nombreuses marines adoptèrent des chaudières pouvant utiliser du charbon associé à des gouttelettes de pétrole ; les cuirassés britanniques ainsi équipés pouvaient atteindre 60 % de leur puissance maximale uniquement avec du pétrole.
Les États-Unis étaient un producteur majeur de pétrole, et l'US Navy fut la première à adopter la chauffe au mazout en 1910. Sous l'impulsion de Fisher, le Royaume-Uni décida en 1912 de généraliser la chauffe au mazout sur la classe Queen Elizabeth. Les autres marines importantes conservèrent une propulsion mixte mazout-charbon jusqu'à la fin de la Première Guerre mondiale.

## Construction desdreadnoughts
Les dreadnoughts furent développés dans le cadre d'une course aux armements maritimes internationale qui avait débuté dans les années 1890. La Royal Navy possédait le plus grand nombre de pré-dreadnoughts, loin devant les autres puissances maritimes. Ainsi, la décision de lancer le Dreadnought fut critiquée car, en rendant obsolète les anciens cuirassés, l'avantage britannique fut considérablement réduit,. Cependant, d'autres nations avaient commencé à développer ce type de navire comme le Japon avec la classe Satsuma et les États-Unis avec la classe South Carolina. En prenant la première place dans la construction de dreadnoughts, le Royaume-Uni s'assurait que sa domination sur les mers du globe allait continuer.
La course aux armements s'accéléra, mettant en péril les finances des états qui y participèrent. Les premiers dreadnoughts n'étaient pas plus chers que les derniers pré-dreadnoughts mais ce coût allait augmenter. Les cuirassés étaient un élément essentiel de la puissance navale malgré leur prix. Chaque cuirassé était une démonstration de prestige et de puissance vis-à-vis des autres nations maritimes tout comme le sont aujourd'hui les armes nucléaires. L'Allemagne, la France, la Russie, l'Italie, le Japon et l'Autriche-Hongrie lancèrent des programmes de construction et des puissances secondaires comme l'Empire Ottoman, l'Argentine, le Brésil et le Chili commandèrent des dreadnoughts aux chantiers navals américains et britanniques.

### La course aux armements entre l'Allemagne et le Royaume-Uni

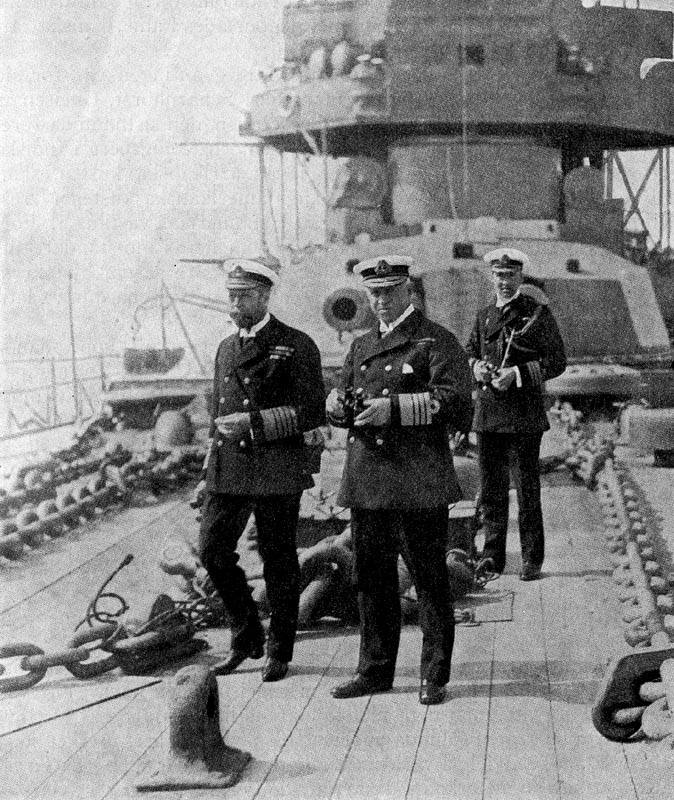
Le roi George V (à gauche) inspectant le.

La construction du Dreadnought coïncida avec l'accroissement de la tension entre le Royaume-Uni et l'Allemagne. Cette dernière avait commencé à construire une grande flotte de guerre à partir des années 1890 dont le but clairement avoué était de remettre en cause la suprématie britannique. Après la signature de l'Entente cordiale entre le Royaume-Uni et la France en 1904, il devint évident que le principal adversaire maritime du Royaume-Uni serait l'Allemagne qui, sous l'influence d'Alfred von Tirpitz, construisait une importante flotte de guerre. Cette rivalité allait donner naissance aux deux plus grandes flottes de dreadnoughts de l'avant-guerre.
La première réaction allemande au Dreadnought fut la classe Nassau lancée en 1907. Celle-ci fut suivie par la classe  Helgoland en 1909. Associées à deux croiseurs de bataille, ces classes offrirent à l'Allemagne un total de dix cuirassés modernes construits ou en cours de construction en 1909. Bien que les navires britanniques soient un peu plus rapides et plus puissants que leurs homologues allemands, le ratio de 6:5 qui s'établit était loin du ratio de 2:1 que la Royal Navy voulait maintenir.
En 1909, le parlement britannique autorisa le lancement de quatre nouveaux cuirassés espérant amener l'Allemagne à négocier un traité sur le nombre de cuirassés. Si aucune solution n'était trouvée, quatre navires supplémentaires seraient construits en 1910. Ces constructions, associées à des réformes sociales, provoquèrent une crise constitutionnelle en 1909-1910. En 1910, huit cuirassés étaient en construction dont ceux de la classe Orion. Dans le même temps, l'Allemagne ne lança la construction que de trois cuirassés, offrant à la Royal Navy une supériorité de 22 à 13. La volonté britannique démontrée par son programme de construction a conduit les Allemands à rechercher une issue négociée à la course aux armements. Bien que l'objectif britannique d'une avance de 60 % sur l'Allemagne était assez proche de l'objectif de Tirpitz qui souhaitait l'amener à 50 %, les pourparlers échouèrent sur la question de savoir si les croiseurs de bataille du Commonwealth devaient être inclus dans le nombre, ainsi que sur les questions non-maritimes comme les exigences allemandes pour la reconnaissance de sa possession de l'Alsace-Lorraine.
La course s'accéléra en 1910 et 1911 lorsque l'Allemagne lança quatre cuirassés par an contre cinq pour le Royaume-Uni. La tension atteignit son paroxysme après la promulgation par l'Allemagne de la loi navale de 1912. Celle-ci proposait la construction d'une flotte de 33 cuirassés et croiseurs de bataille afin d'obtenir la supériorité numérique dans les eaux européennes. De plus, les alliés de l'Allemagne, l'Autriche-Hongrie et l'Italie, construisaient respectivement quatre et deux dreadnoughts, sachant que l'Italie en possédait déjà deux. Contre de telles menaces, la Royal Navy n'était plus en mesure de protéger les intérêts britanniques. Le Royaume-Uni devait choisir entre construire de nouveaux cuirassés, se retirer de Méditerranée ou chercher une alliance avec la France. De nouvelles constructions étaient irréalisables car les réformes mettant en place une protection sociale prenaient une part importante du budget. Se retirer de Méditerranée aurait signifié une perte d'influence considérable, affaiblissant la diplomatie britannique dans la région ainsi que l'Empire britannique dans son ensemble. La seule solution acceptable, et recommandée par le Premier Lord de l'Amirauté Winston Churchill, était de trouver un accord avec la France. Celle-ci aurait la responsabilité de la Méditerranée tandis que le Royaume-Uni protégerait les côtes du nord de la France. Malgré l'opposition de certains parlementaires britanniques, la Royal Navy s'organisa sur cette base en 1912.
En dépit de ses importantes conséquences stratégiques, la loi navale de 1912 ne modifia pas vraiment l'équilibre des forces. Le Royaume-Uni répondit en lançant la construction de dix super-dreadnoughts en 1912 et 1913, dont les classes Queen Elizabeth et Revenge qui représentaient une nouvelle étape en matière de puissance de feu, de protection et de vitesse tandis que l'Allemagne n'en lança que cinq, préférant se concentrer sur l'armée de terre.

### États-Unis

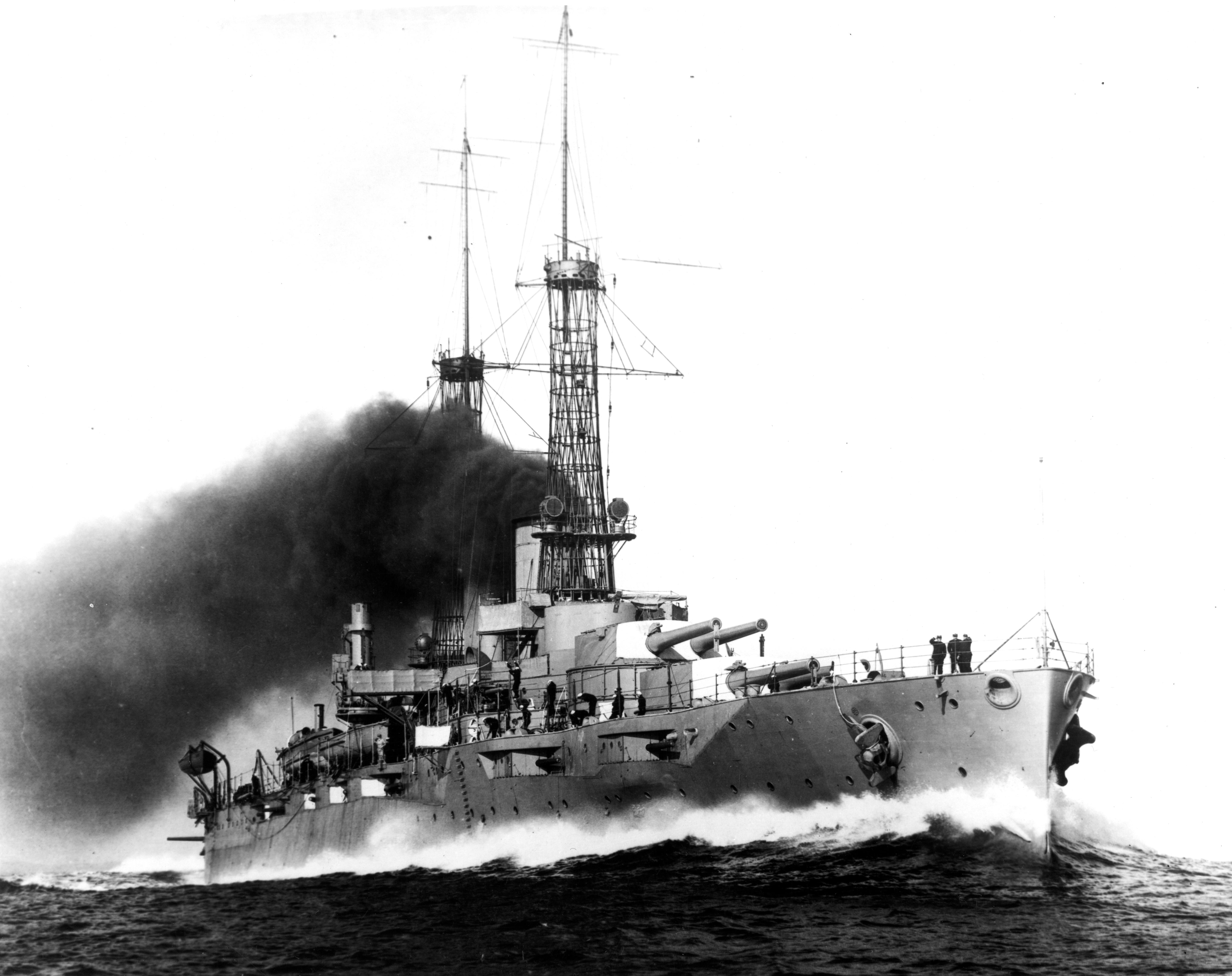
Le en 1915.

La classe South Carolina  fut la première classe de dreadnoughts à être réalisée par un rival du Royaume-Uni. La conception de cette classe avait même débuté avant celle du Dreadnought. Bien qu'il existe des rumeurs selon lesquelles la conception de la classe South Carolina aurait été influencée par des contacts informels avec des officiers de la Royal Navy, les navires américains étaient très différents.
Le Congrès des États-Unis autorisa l'US Navy à construire deux cuirassés dont le déplacement ne devait pas excéder 16 000 tonnes à comparer avec les 20 000 tonnes du Dreadnought. Les huit canons de 305 mm furent montés en tourelles doubles au centre du navire, deux à l'avant et à l'arrière. Les cuirassés américains disposaient donc de la même bordée que le Dreadnought avec deux canons de moins. Cette disposition, la plus efficace, devint par la suite la norme. La principale manière de réduire le déplacement fut de conserver la machine à vapeur à triple expansion moins puissante mais plus légère que la turbine à vapeur qui équipait le cuirassé britannique. Les cuirassés américains étaient limités à 34,3 km/h tandis que le Dreadnought pouvait atteindre 41,7 km/h. C'est pour cette raison que la classe suivante, la classe Delaware est parfois considérée comme la première classe de dreadnoughts américains,. Quelques années après leur lancement, les deux navires de la classe South Carolina furent forcés d'opérer avec les pré-dreadnoughts car leur vitesse ne leur permettait pas de suivre les nouveaux cuirassés,.
Les deux cuirassés de la classe Delaware furent les premiers dreadnoughts américains à atteindre la vitesse des dreadnoughts britanniques. L'US Navy continua à agrandir sa flotte de guerre, lançant environ deux navires par an jusqu'en 1920. Elle continua à privilégier les moteurs à pistons comme solution de remplacement de la turbine à vapeur jusqu'à la classe Nevada en 1912. D'un côté, cela démontre une approche prudente de la construction navale et de l'autre cela indique une préférence de l'endurance sur la vitesse maximale.

### Japon

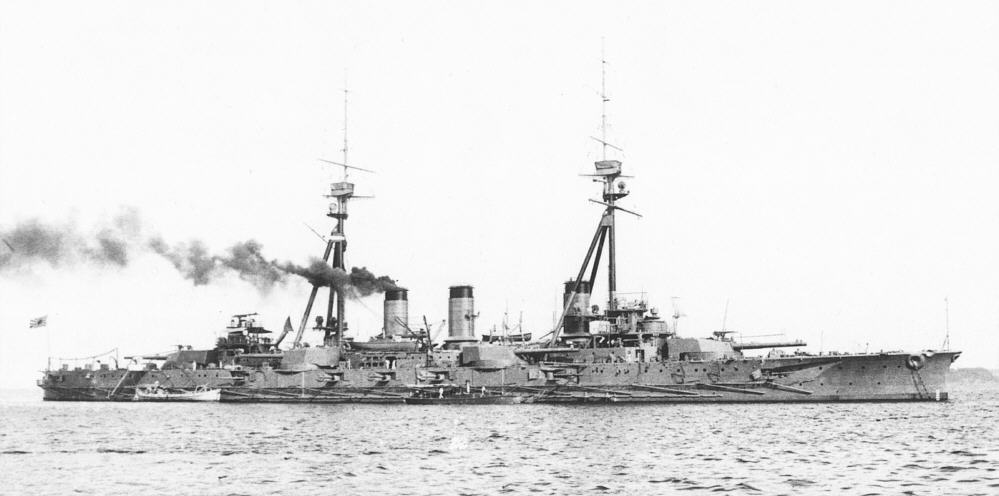
Le cuirassé japonais Settsu.

Après leur victoire lors de la guerre russo-japonaise de 1904-1905, les Japonais s'inquiétèrent de la possibilité d'un conflit avec les États-Unis. Le théoricien Satō Tetsutarō développa une doctrine selon laquelle le Japon devait posséder une flotte égale à 70 % de l'US Navy. Cela devait permettre à la Marine japonaise de remporter deux victoires décisives, la première contre la flotte du Pacifique, la seconde contre la flotte de l'Atlantique qui serait inévitablement envoyée en renfort.
La priorité du Japon fut de remettre à niveau les pré-dreadnoughts qu'il avait capturés en Russie et de compléter le Satsuma et l'Aki. Le Satsuma fut conçu avant le Dreadnought, mais les difficultés financières dues à la guerre contre la Russie avaient retardé son lancement et il fut équipé d'un armement mixte ; il est donc considéré comme un « semi-dreadnought ». Ils furent suivis par le Kawachi et le Settsu lancés en 1912. Ces derniers possédaient douze canons de 305 mm mais il y avait deux modèles de longueurs différentes ce qui aurait rendu difficile le contrôle de tir à longue distance.

### Autres puissances navales

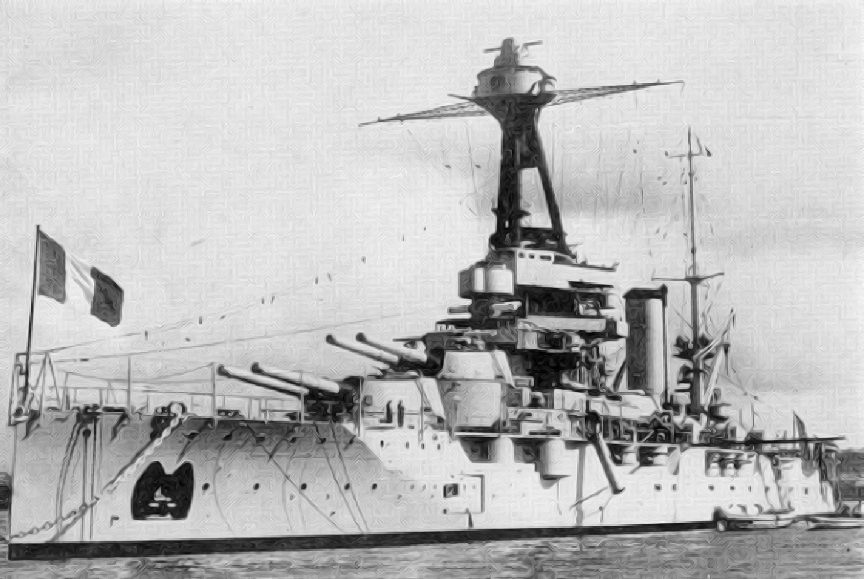
Le cuirassé français Provence de la classe Bretagne.

Comparée aux autres grandes puissances navales, la France fut lente à adopter le concept de dreadnought préférant terminer la classe Danton de pré-dreadnoughts. La France fut seulement la onzième 
nation à entrer dans la course avec la classe Courbet en septembre 1910. Dans les estimations navales de 1911, Paul Bénazet déclara qu'entre 1896 et 1911, la France était passée de la deuxième à la quatrième place du classement des plus grandes flottes de guerre du monde. Cependant, l'alliance avec la Grande-Bretagne fit que ces forces réduites étaient plus que suffisantes pour répondre aux besoins français.
La flotte italienne avait reçu des propositions de Cuniberti pour un navire de type « all-big-gun » bien avant que le Dreadnought ne soit lancé, mais il fallut attendre 1909 pour que l'Italie construise son premier dreadnought. La construction du cuirassé Dante Alighieri fut initiée à cause des rumeurs sur la construction d'un dreadnought par l'Autriche-Hongrie. Cinq autres cuirassés des classes Conte di Cavour et Andrea Doria furent commandés pour maintenir son avance sur l'Autriche-Hongrie. La classe Francesco Caracciolo, elle, fut annulée par le déclenchement de la Première Guerre mondiale puis l'entrée en guerre de l'Italie en 1915. Tous ces navires restèrent le cœur de la Marine italienne jusqu'à la Seconde Guerre mondiale.
En janvier 1909, les amiraux austro-hongrois firent circuler un document appelant à la création d'une flotte de quatre dreadnoughts. Cependant, la crise constitutionnelle fit qu'aucune construction ne fut approuvée. Malgré tout, deux quilles de dreadnoughts furent posées sur des bases spéculatives et furent ensuite approuvées. Finalement, la classe Tegetthoff comporta quatre navires qui devaient être épaulés par quatre autres cuirassés de la classe Ersatz Monarch mais ceux-ci furent annulés par le déclenchement de la Première Guerre mondiale.
En juin 1909, la Marine impériale de Russie lança la construction de quatre cuirassés de la classe Gangut destinés à la Flotte de la Baltique et de trois autres de la classe Impératrice Maria destinés à la Flotte de la mer Noire en octobre 1911. Sur sept navires, un seul fut terminé en moins de quatre ans et les navires de la classe Gangut étaient « obsolètes et dépassés » dès leur mise en service,. Issus de la confusion qui suivit le désastre de Tsushima, les navires russes souffraient de la faiblesse de leurs canons et de leurs blindages. Par de nombreux aspects, ils se rapprochaient plus des croiseurs de bataille que des dreadnoughts,.
L'Espagne commanda trois navires de la classe España dont le premier fut construit en 1909. Ceux-ci furent les plus petits dreadnoughts jamais construits. La construction fut réalisée en Espagne mais avec l'assistance britannique ; par exemple, la construction du troisième navire, le Jaime I, prit neuf ans à cause du retard dans la livraison de matériel critique, particulièrement l'armement, par le Royaume-Uni,.

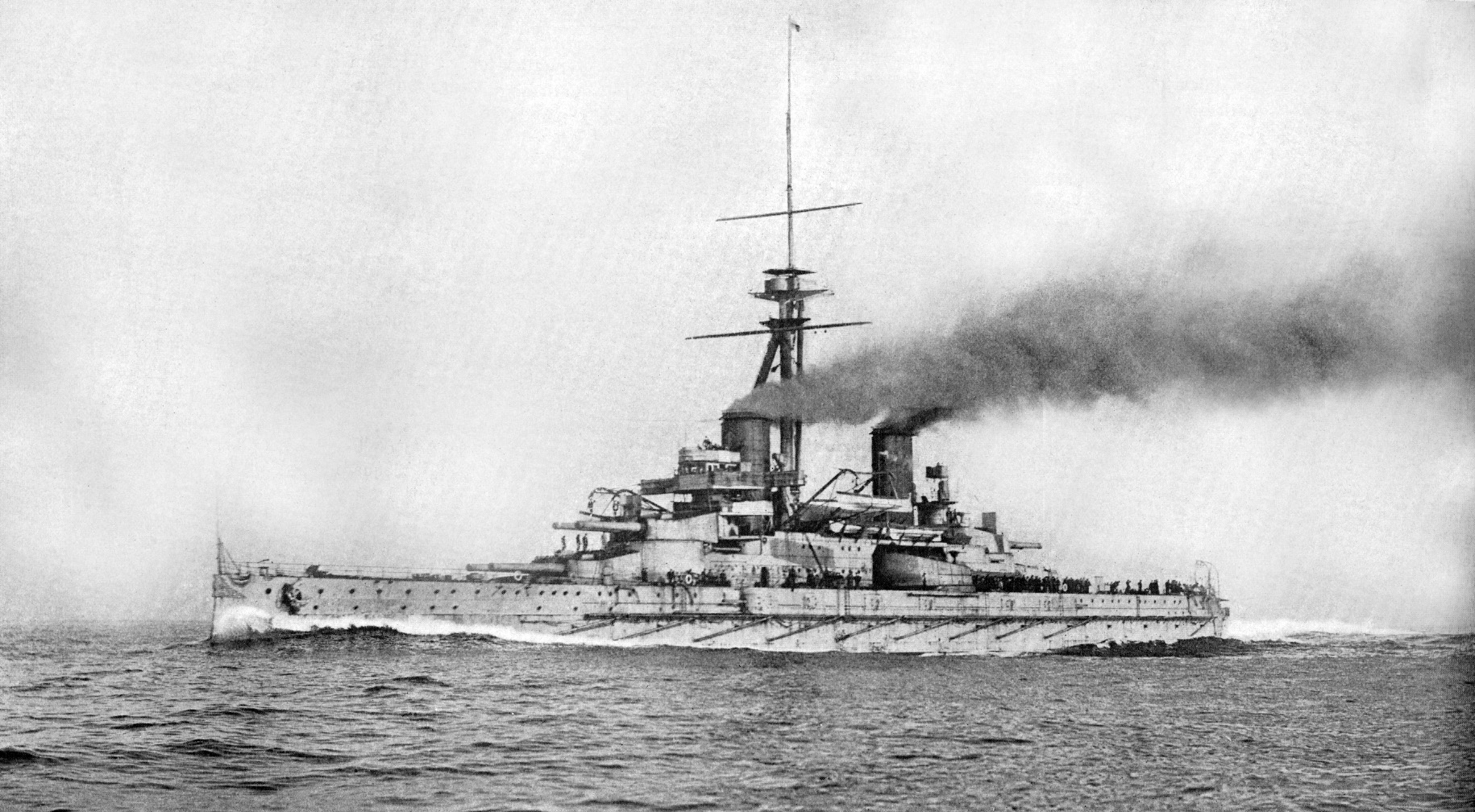
Le cuirassé brésilien en 1910 peu de temps après son lancement.

Le Brésil fut la troisième nation à posséder un dreadnought Cependant, les dreadnoughts brésiliens furent construits en Grande-Bretagne ; trois pré-dreadnoughts dont la construction avait commencé furent annulés en faveur d'une conception plus avancée. En effet, des plans prévoyaient un dreadnought équipé d'une batterie principale plus puissante que n'importe quel autre cuirassé existant soit douze canons de 305 mm. Le cuirassé Minas Gerais fut lancé par Armstrong Whitworth à Elswick le 17 avril 1907 suivi par son sister-ship, le São Paolo lancé 13 jours plus tard par Vickers à Barrow-in-Furness. Bien que de nombreux journaux européens et américains spéculèrent que ces navires allaient être réquisitionnés par l'une des puissances navales dès la fin de leur construction, ils entrèrent en service dans la Marine brésilienne en 1910,.
Les Pays-Bas décidèrent en 1912 de remplacer leur flotte de pré-dreadnoughts par une flotte moderne comportant au moins cinq dreadnoughts. Des disputes constantes sur la conception et les lentes décisions politiques firent que les navires ne furent pas commandés avant l'été 1914, lorsque le déclenchement de la Première Guerre mondiale mit fin à ce plan ambitieux,.
L'Empire Ottoman passa commande de deux dreadnoughts aux chantiers navals britanniques qui furent saisis par le Royaume-Uni lors du déclenchement de la Première Guerre mondiale. Les navires Reshadiye et Sultan Osman I devinrent respectivement les HMS Erin et HMS Agincourt. En revanche, l'Allemagne offrit les croiseurs SMS Goeben et SMS Breslau. Cela fut un facteur important dans la décision ottomane de rejoindre les Empires centraux.
La Grèce passa commande d'un dreadnought auprès de l'Allemagne mais la construction fut arrêtée après le déclenchement des hostilités. En 1914, elle acheta deux pré-dreadnoughts aux États-Unis qui devinrent les cuirassés Kilkis et Limnos au sein de la Marine grecque.

### Super-dreadnoughts

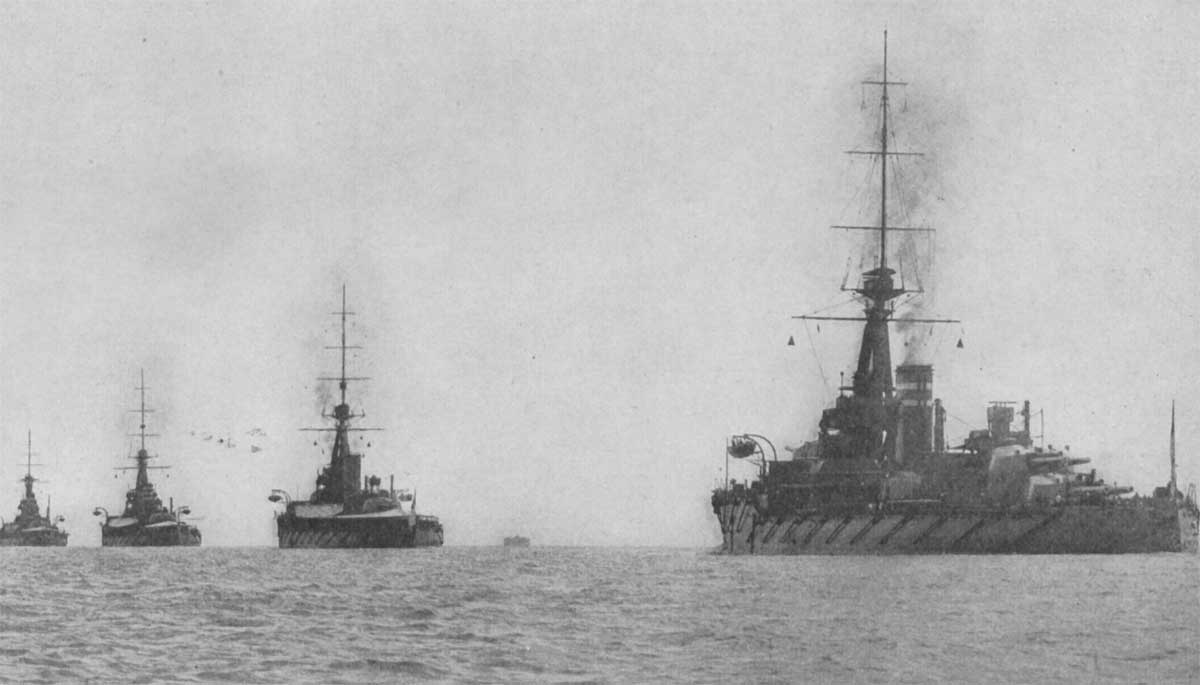
Cuirassés de la en ligne

Moins de cinq années après le lancement du Dreadnought, une nouvelle génération de « super-dreadnoughts » plus puissante fut construite. La classe Orion est souvent considérée comme la première classe de super-dreadnoughts. Le terme « super » provient de l'augmentation de 2 000 tonnes du déplacement associée à l'installation de canons de 343 mm au centre du navire doublant ainsi la puissance de la bordée.
Les super-dreadnoughts furent rapidement adoptés par d'autres nations. La classe américaine New York lancée en 1911 emportait des canons de 356 mm qui devinrent le standard. Ce calibre fut également utilisé par les classes japonaises Fusō et Ise. La classe Nagato fut la première à utiliser des canons de calibre supérieur à 381 mm, étant équipée de canons de 410 mm et faisant d'elle la classe équipée des plus gros canons au monde jusqu'à l'arrivée de la classe Yamato. En France, les navires de la classe Courbet furent suivis par ceux de la classe Bretagne équipés de canons de 340 mm ; cinq autres navires de la classe Normandie furent annulés en 1914. Les dreadnoughts brésiliens déclenchèrent une course aux armements de petite échelle en Amérique du Sud lorsque le Chili et l'Argentine commandèrent chacun deux super-dreadnoughts aux chantiers navals américains et britanniques. Les cuirassés argentins ARA Rivadavia et ARA Moreno possédaient le même armement que les dreadnoughts brésiliens mais ils étaient plus lourds et mieux blindés. Les deux cuirassés commandés par le Chili furent achetés par le Royaume-Uni lors du déclenchement de la Première Guerre mondiale. Seul l'Almirante Latorre fut finalement racheté par le Chili en 1920,.
Les derniers super-dreadnoughts britanniques, ceux de la classe Queen Elizabeth, perdirent une tourelle, ce qui permit d'utiliser la masse économisée pour agrandir les chaudières. Les nouveaux canons de 381 mm offraient une plus grande puissance de feu malgré la perte d'une tourelle et le blindage fut renforcé. Les navires de cette classe pouvaient atteindre 46 km/h, une vitesse remarquable pour des navires de cette taille. Ils sont parfois considérés comme des cuirassés rapides.

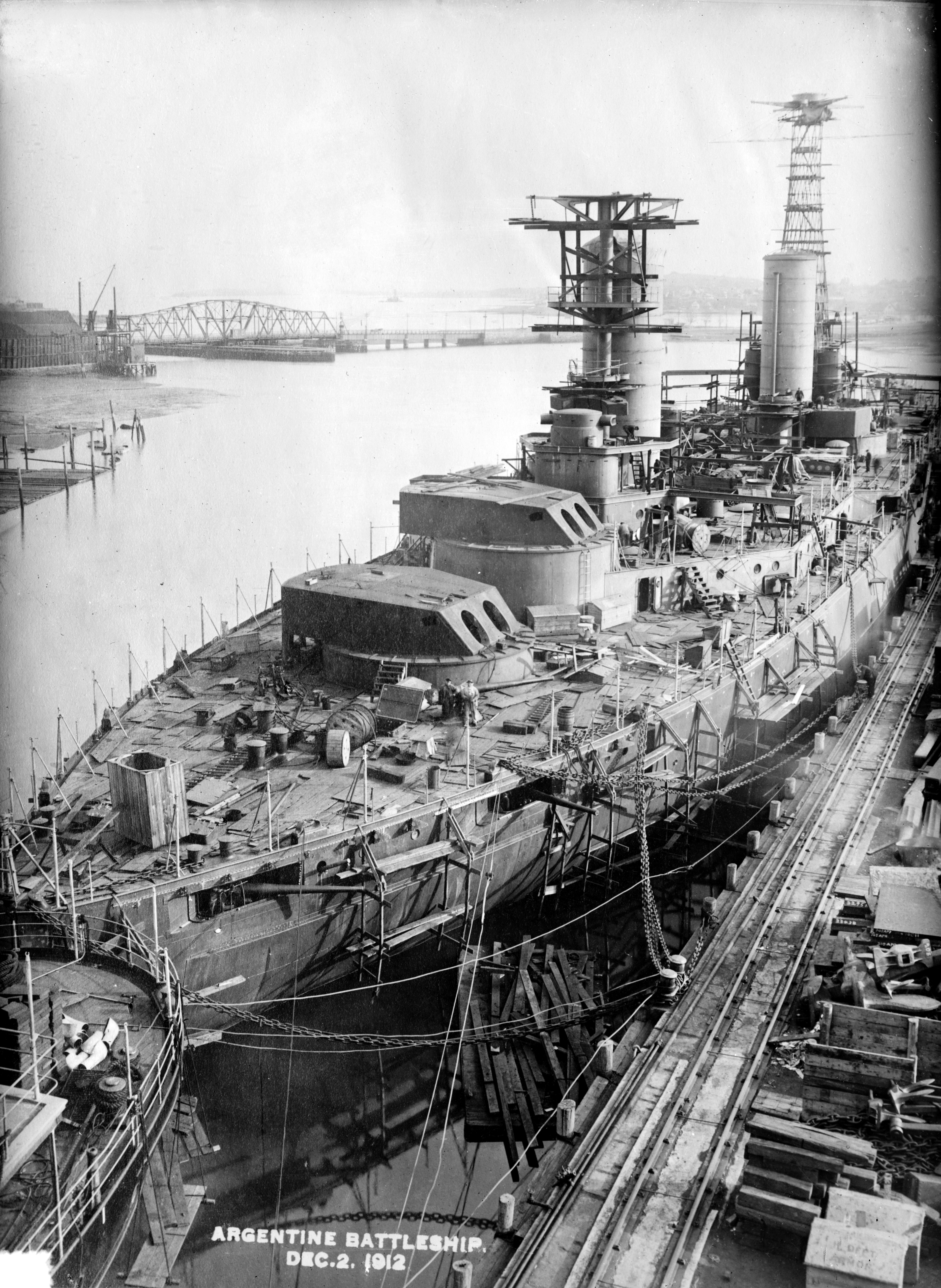
Le cuirassé argentin ARA Rivadavia en cours de construction

La faiblesse des super-dreadnoughts résidait dans la disposition du blindage, ce qui les distingue des conceptions de l'après-guerre. Ces navires pouvaient engager l'ennemi à une distance de 18 km mais étaient vulnérables aux obus plongeants. Les navires de l'après-guerre possédaient un pont blindé d'une épaisseur de 140 mm pour s'en prémunir. Le manque de protection sous-marine a également été une faiblesse de ces modèles d'avant-guerre qui ont été élaborés lorsque la menace des torpilles était limitée.
Les super-dreadnoughts américains, commençant avec la classe Nevada, furent conçus pour des engagements à longue distance et prenant en compte le danger des obus arrivant par le haut. Ils furent lancés en 1912, quatre années avant que la bataille du Jutland n'apprenne aux marines européennes les dangers des trajectoires paraboliques. Le blindage 'tout-ou-rien' est une caractéristique majeure de ces navires. Cette conception prouva son efficacité pendant la bataille navale de Guadalcanal en 1942. Malgré 26 impacts d'obus de gros calibres, l'USS South Dakota gravement endommagé put s'échapper, sa ceinture blindée garante de la flottabilité demeurant intacte.

## Au combat

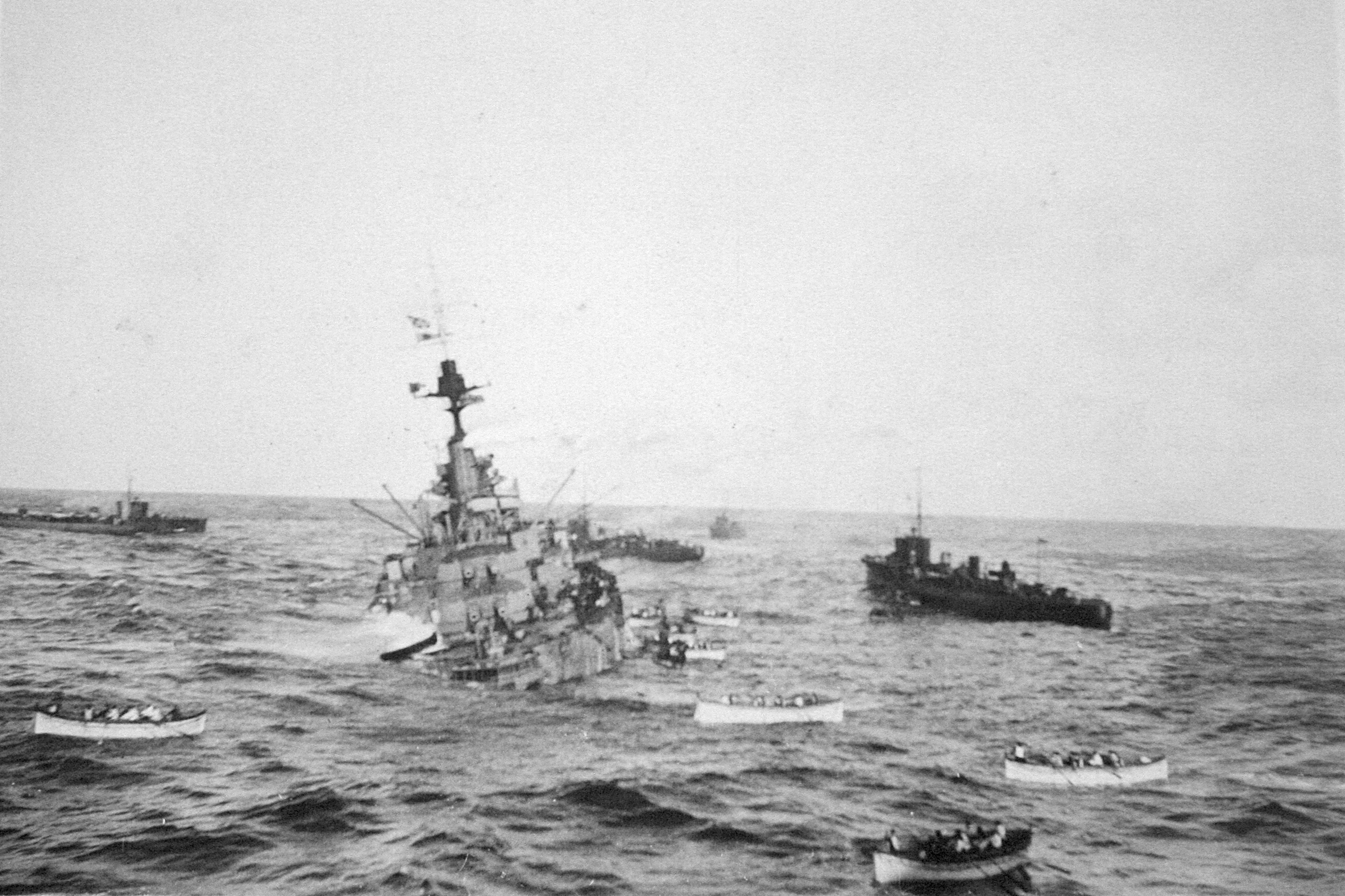
Le en train de couler après avoir touché une mine, octobre 1914

La Première Guerre mondiale fut presque une déception pour les grandes flottes de dreadnoughts. En effet, il n'y eut pas de confrontation décisive entre deux flottes modernes comme ce fut le cas durant la bataille de Tsushima. Le rôle des cuirassés fut marginal par rapport aux combats terrestres en France et en Russie mais également dans le cadre de la bataille de l'Atlantique.
Grâce à la géographie, la Royal Navy pouvait facilement bloquer la Hochseeflotte allemande dans la mer du Nord mais sans pouvoir vaincre la supériorité allemande en mer Baltique. Les deux camps savaient qu'à cause du plus grand nombre de cuirassés britanniques, un engagement total entraînerait la victoire de la Royal Navy. La stratégie allemande était donc de provoquer une bataille en des termes favorables : soit en poussant une partie de la Grand Fleet à combattre seule, soit en provoquant une confrontation à proximité des côtes allemandes où les champs de mines, les torpilleurs et les sous-marins pourraient participer à la bataille.
Durant les deux premières années, le conflit en mer du Nord se limita à des escarmouches entre des croiseurs comme durant les batailles du Heligoland ou du Dogger Bank et à des raids sur les côtes britanniques. Pendant le printemps 1916, une nouvelle tentative pour attirer la flotte britannique provoqua la confrontation des deux flottes : la bataille du Jutland. La bataille fut indécise mais, stratégiquement, ce fut une victoire britannique car la Hochseeflotte ne mena plus aucune mission militaire jusqu'à la fin de la guerre.
Sur les autres théâtres navals, il n'y eut pas non plus de bataille décisive. Dans la mer Noire, il n'y eut que des escarmouches entre les cuirassés russes et turcs. En mer Baltique, les actions se limitèrent à l'assaut de convois et au mouillage de mines. L'Adriatique fut en quelque sorte le miroir de la mer du Nord : la flotte austro-hongroise était bloquée par les navires français et britanniques. Le manque de charbon fit que les cuirassés italiens et austro-hongrois restèrent au port durant la quasi-totalité de la guerre. En Méditerranée, les cuirassés furent utilisés pour le soutien du débarquement amphibie de la bataille des Dardanelles.
La guerre a également montré la vulnérabilité des cuirassés face à des armes beaucoup moins chères. En septembre 1914, la menace des U-Boote fut démontrée par une série d'attaques sur les croiseurs britanniques, en particulier la destruction de trois vieux croiseurs par le sous-marin SM U-9 en moins d'une heure. Le naufrage du HMS Audacious touché par une mine montra également la menace que celles-ci posaient. Les pertes chez les croiseurs et les destroyers britanniques causées par les U-Boots provoquèrent une panique grandissante de la Royal Navy par rapport à la vulnérabilité de ses cuirassés.
Du côté allemand, la flotte était décidée à ne pas livrer bataille aux Britanniques sans l'aide des sous-marins. Or, ceux-ci avaient pour mission la destruction des convois. La flotte est donc restée au port jusqu'à l'armistice. D'autres théâtres maritimes montrèrent que les dreadnoughts étaient menacés par des petits navires. Les deux dreadnoughts austro-hongrois perdus en 1918 furent coulés par des torpilleurs et des nageurs de combat.

## La construction des cuirassés après 1914

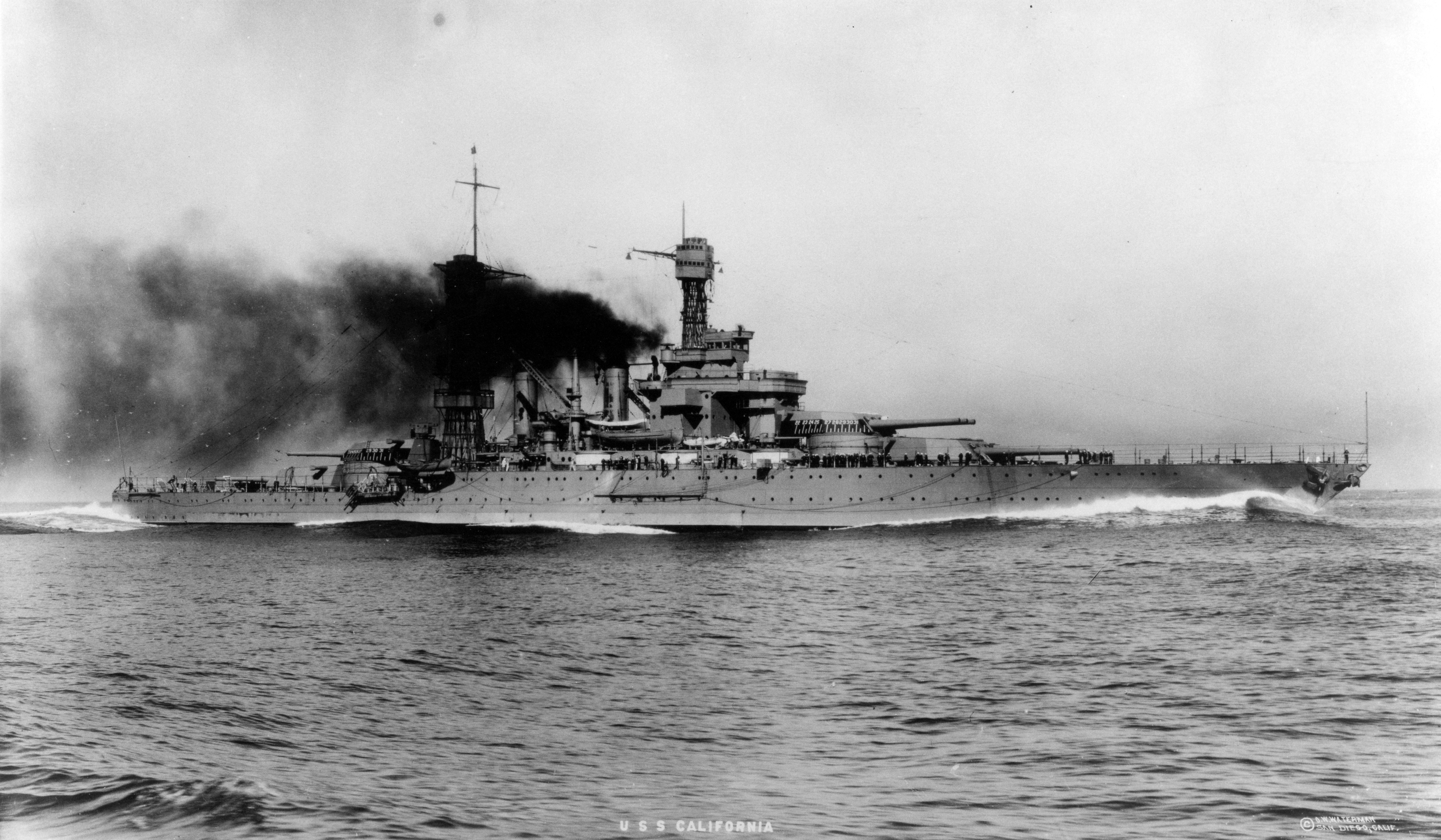
L' à pleine vitesse en 1921.

La Première Guerre mondiale a largement stoppé la course aux armements cuirassés car les fonds et les ressources étaient détournés vers d'autres priorités. Les fonderies qui fabriquaient l'artillerie navale furent reconverties pour la fabrication d'artillerie terrestre et les chantiers navals furent submergés par les commandes de navires légers. Les puissances navales secondaires engagées dans la guerre, la France, la Russie, l'Autriche-Hongrie et l'Italie, stoppèrent complètement la construction de dreadnoughts. Le Royaume-Uni et l'Allemagne poursuivirent leurs programmes de construction mais à un rythme plus faible.
En Grande-Bretagne, le moratoire gouvernemental sur la construction de cuirassés et le retour de Fisher à l'Amirauté provoquèrent un regain d'intérêt pour le croiseur de bataille. Les navires des classes Revenge et Queen Elizabeth furent terminés mais les deux derniers cuirassés de la classe Revenge furent transformés en tant que croiseurs de bataille de la classe Renown. Fisher fit également construire une classe extrême, la classe Courageous, très rapide et très bien armée, mais très peu protégée, appelée « grands croiseurs légers » pour contourner une décision du Cabinet à l'encontre des nouveaux grands navires. La folie de Fisher pour la vitesse culmina avec l'HMS Incomparable qui aurait pu atteindre 65 km/h.
En Allemagne, deux navires de la classe d'avant-guerre Bayern furent lentement terminés mais les autres étaient encore inachevés à la fin de la guerre. Le SMS Hindenburg, commandé avant guerre, fut terminé en 1917. La classe Mackensen fut également commencée mais jamais achevée.
Malgré l'accalmie dans la construction navale durant la Première Guerre mondiale, les années 1919-1922 virent grandir la menace d'une nouvelle course aux armements navals entre les États-Unis, le Japon et le Royaume-Uni. La bataille du Jutland eut une grande influence sur la conception des nouveaux cuirassés. Les croiseurs de bataille de la classe Admiral furent les premiers à bénéficier de ses enseignements. L'Amirauté britannique fut finalement convaincue que les croiseurs de bataille peu blindés étaient très vulnérables. Par conséquent, les navires de la classe Admiral reçurent un blindage plus épais faisant passer le déplacement à 42 000 tonnes. Cependant, cette initiative provoqua une nouvelle course avec le Japon et les États-Unis. La loi navale de 1916 autorisait la construction de 156 nouveaux navires dont dix cuirassés et six croiseurs de bataille destinés à l'US Navy. Pour la première fois, les États-Unis s'attaquaient à la domination britannique. Ce programme commença lentement (en particulier pour tirer les leçons du Jutland) et ne fut pas entièrement réalisé. Cependant, les classes Colorado et Lexington surpassaient les classes Queen Elizabeth et Admiral britanniques en utilisant des canons de 406 mm.
Au même moment, la Marine impériale japonaise obtint l'autorisation pour sa flotte huit-huit. La classe Nagato commandée en 1916 utilisait des canons de 410 mm comme ses équivalents américains. L'année suivante, la classe de cuirassés Tosa emportait dix canons de 410 mm. La classe de croiseurs de bataille Amagi emportait également dix canons de 410 mm mais elle pouvait également atteindre 56 km/h devant les classes Admiral britannique et Lexington américaine.
La situation se compliqua en 1919 lorsque Woodrow Wilson proposa une nouvelle extension de l'US Navy comprenant dix cuirassés et six croiseurs de bataille en plus de ceux prévus par le programme naval de 1916. En réponse, la Diète du Japon accepta la réalisation de la flotte huit-huit, incorporant quatre autres cuirassés. Ces navires de la classe Kii atteindraient 43 000 tonnes. La génération suivante, la classe Numéro 13 aurait utilisé des canons de 456 mm.
Le Royaume-Uni, ruiné par la guerre, faisait face à la perspective d'être dépassé par les États-Unis et le Japon. Aucun navire n'avait été lancé depuis ceux de la classe Admiral et parmi ceux-là, seul le HMS Hood était terminé. En juin 1919, le plan de l'Amirauté était de construire une flotte de 33 cuirassés et de huit croiseurs de bataille, qui pourraient être construits et entretenus pour 171 millions de livres par an (environ 5,83 milliards de livres actuelles), or seulement 84 millions de livres étaient disponibles. L'Amirauté demanda ensuite, comme minimum absolu, huit nouveaux cuirassés. Ceux-ci auraient été issus des classes G3 et N3. L'Allemagne ne participa pas à cette compétition. La plupart des dreadnought allemands furent sabordés à Scapa Flow en 1919.
Au lieu de se lancer dans des programmes de construction ruineux, les grandes puissances navales signèrent le traité de Washington en 1922. Le traité établit une liste de navires incluant la plupart des dreadnoughts les plus anciens et quasiment tous les cuirassés en construction. Ceux-ci devaient être détruits ou mis hors-service. Il instaura également une 'vacance de la construction' durant laquelle aucun nouveau cuirassé ou croiseur de bataille ne devait être construit. Les navires qui survécurent au traité, dont les plus modernes des super-dreadnoughts, formèrent le cœur de la force navale des années 1920 et 1930 et, après modernisation, participèrent à la Seconde Guerre mondiale.
À partir de ce moment, le mot dreadnought fut moins utilisé. La plupart des pré-dreadnoughts furent détruits ou transformés en batteries flottantes après la Première Guerre mondiale. Néanmoins, les cuirassés de la Seconde Guerre mondiale sont parfois appelés dreadnought.

## Dans la culture
Le groupe de heavy metal, Sabaton a dédié la chanson Dreadnought aux navires de types Dreadnought ainsi qu'aux bâtiments ayant combattu durant la bataille du Jutland.